# Église Saint-Martin de Champeaux
Pour les articles homonymes, voir Église Saint-Martin.
L'église Saint-Martin de Champeaux est une église catholique située à Champeaux, en France.

## Localisation
L'église Saint-Martin est située dans le nord du département de la Dordogne, en Ribéracois, sur la commune nouvelle de Mareuil en Périgord, dans le petit bourg de Champeaux, à une soixantaine de mètres au sud de la Nizonne.

## Historique
La première mention écrite connue du lieu, Champeaux, est relevée au XIIIe siècle dans un pouillé, sous la forme Champeus,, postérieurement à la construction de l'église.
Au XIVe siècle, la paroisse de Champeaux dépend de la châtellenie des Bernardières.
Le portail est édifié au XIVe siècle et l'oculus qui le surmonte est réalisé au XIXe siècle.
L'église est remaniée au XVe siècle, à la Renaissance, notamment avec l'ajout d'une chapelle latérale nord. Les culs-de-lampe des ogives de cette chapelle, ornés d'écussons de la famille Fayolle, sont martelés en 1793, lors de la Révolution française.
En 1863, le cimetière qui entourait l'église, devenu insalubre et trop exigu, est déplacé, sur la rive droite de la Nizonne, exempte de bâtiments.
L'église est inscrite au titre des monuments historiques le 27 septembre 1948.

## Architecture
L'église est orientée est-ouest. Le pignon occidental, éclairé par un oculus et sommé d'une croix en pierre, présente un portail à quatre voussures, décoré de chaque côté d'une tête sculptée.
La nef unique de quatre travées s'ouvre au nord sur une chapelle gothique dont les culs-de-lampe des ogives sont martelés. Nef et chapelle sont couvertes de toits à deux pans.
Au droit de cette chapelle, le clocher de forme rectangulaire surmonte la nef, reposant sur une coupole soutenue par quatre piliers sculptés de feuillages. Ce clocher est épaulé au sud par deux contreforts différents, celui de l'ouest étant plus haut et plus massif que celui de l'est. Le clocher est couvert d'un toit à quatre pans, qu'ornent deux croix métalliques. Les baies du clocher, en plein cintre, deux sur chaque côté, sont de style roman.
Le chœur, éclairé de trois baies romanes, se termine par un chevet plat et une sacristie a été ajoutée à son angle sud-est.

## Mobilier
Plusieurs objets sont inscrits en date du 8 janvier 1975 au titre des monuments historiques :
- la porte de la sacristie est ornée d'une peinture à l'huile du XVIIe siècle représentant une religieuse qui pourrait être sainte Radegonde[10], ou une abbesse de l'abbaye de Ligueux, de la famille de Beaupoil de Saint-Aulaire ; la porte pourrait alors provenir du proche château des Bernardières[7],[8] ;
- une croix de procession du XVIIIe siècle en cuivre[11] ;
- un calice et une patène du XIXe siècle en argent[12].

## Photothèque

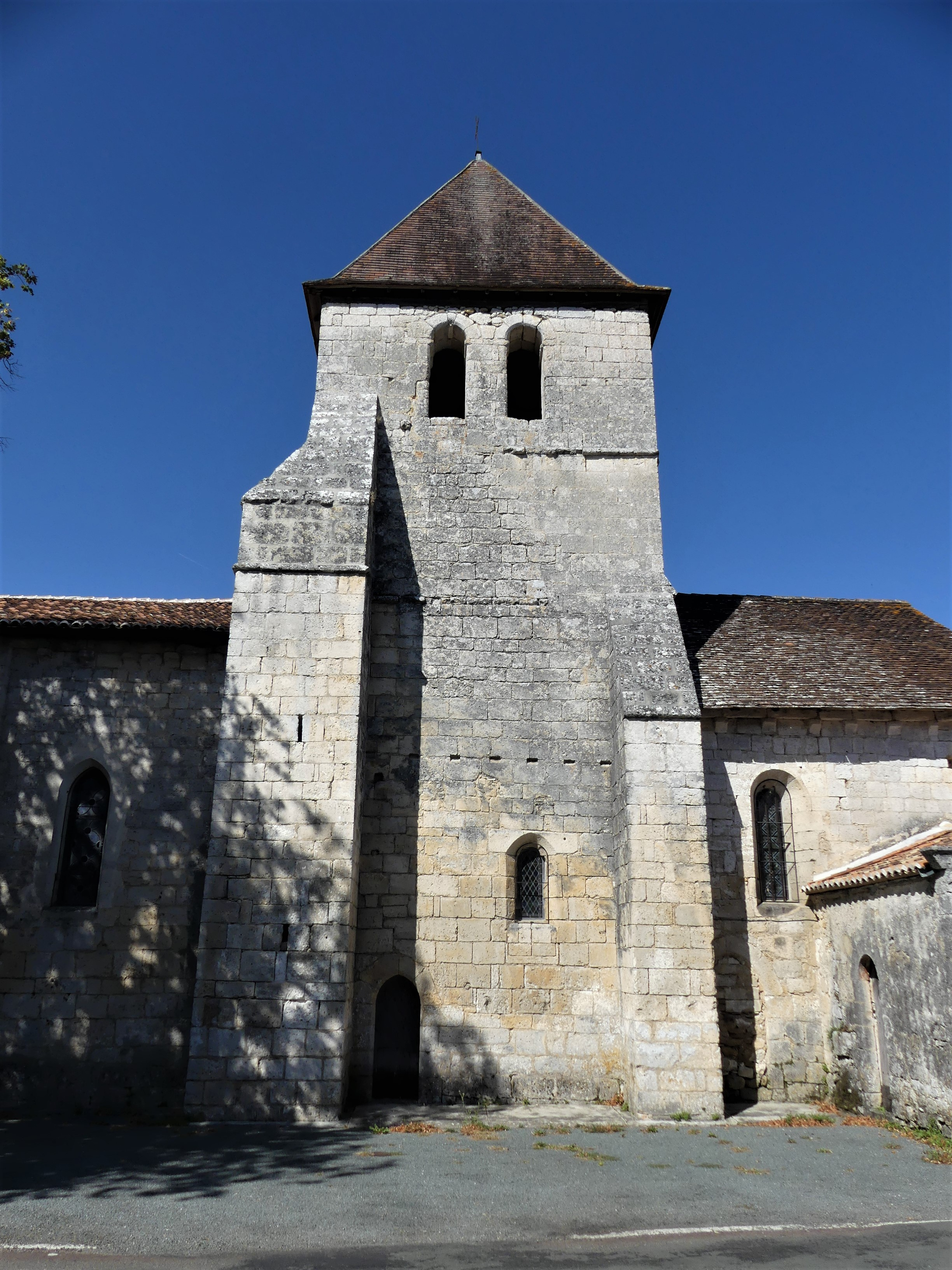
Le clocher et ses contreforts.
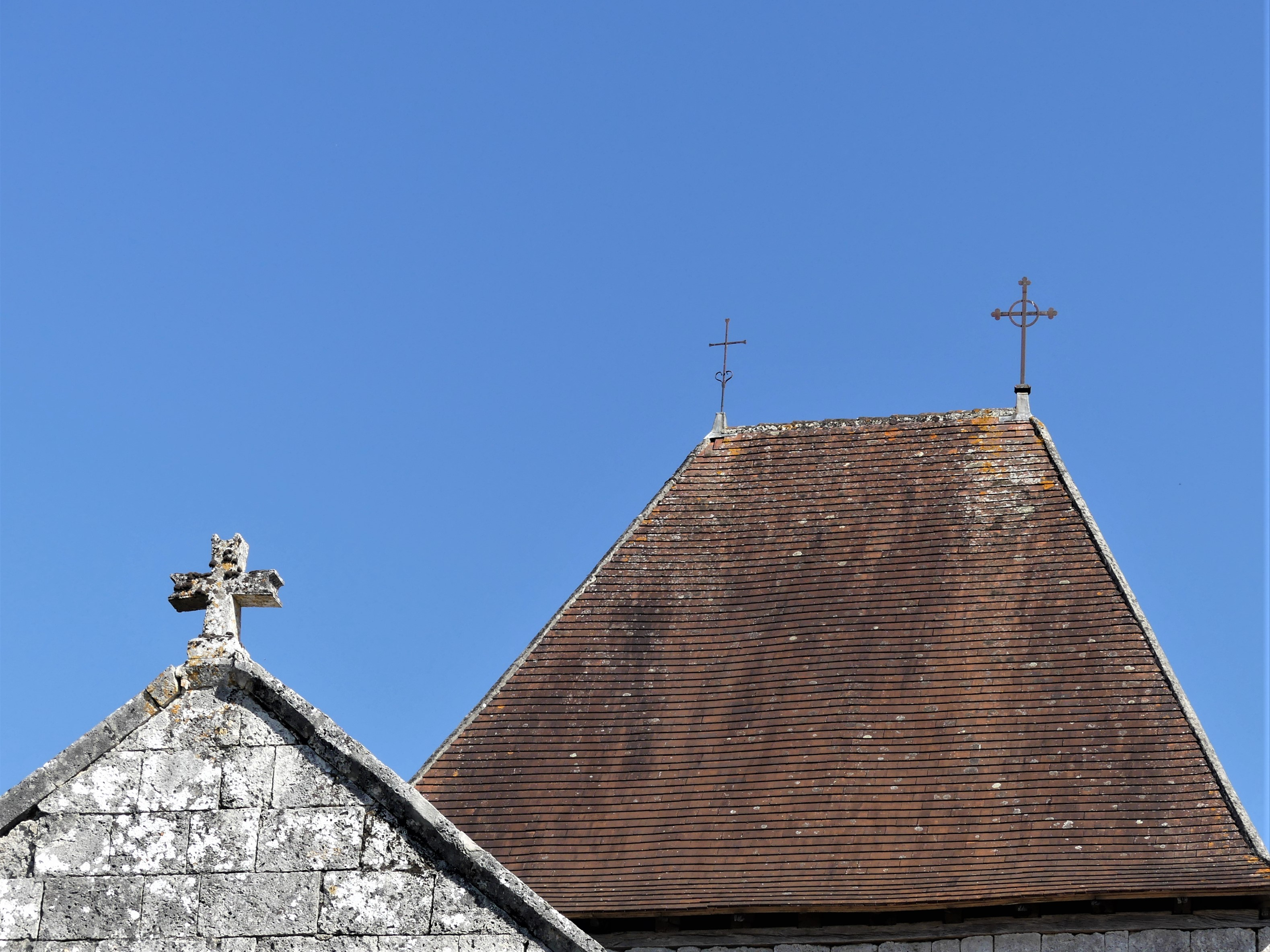
Les croix du pignon occidental et du clocher.
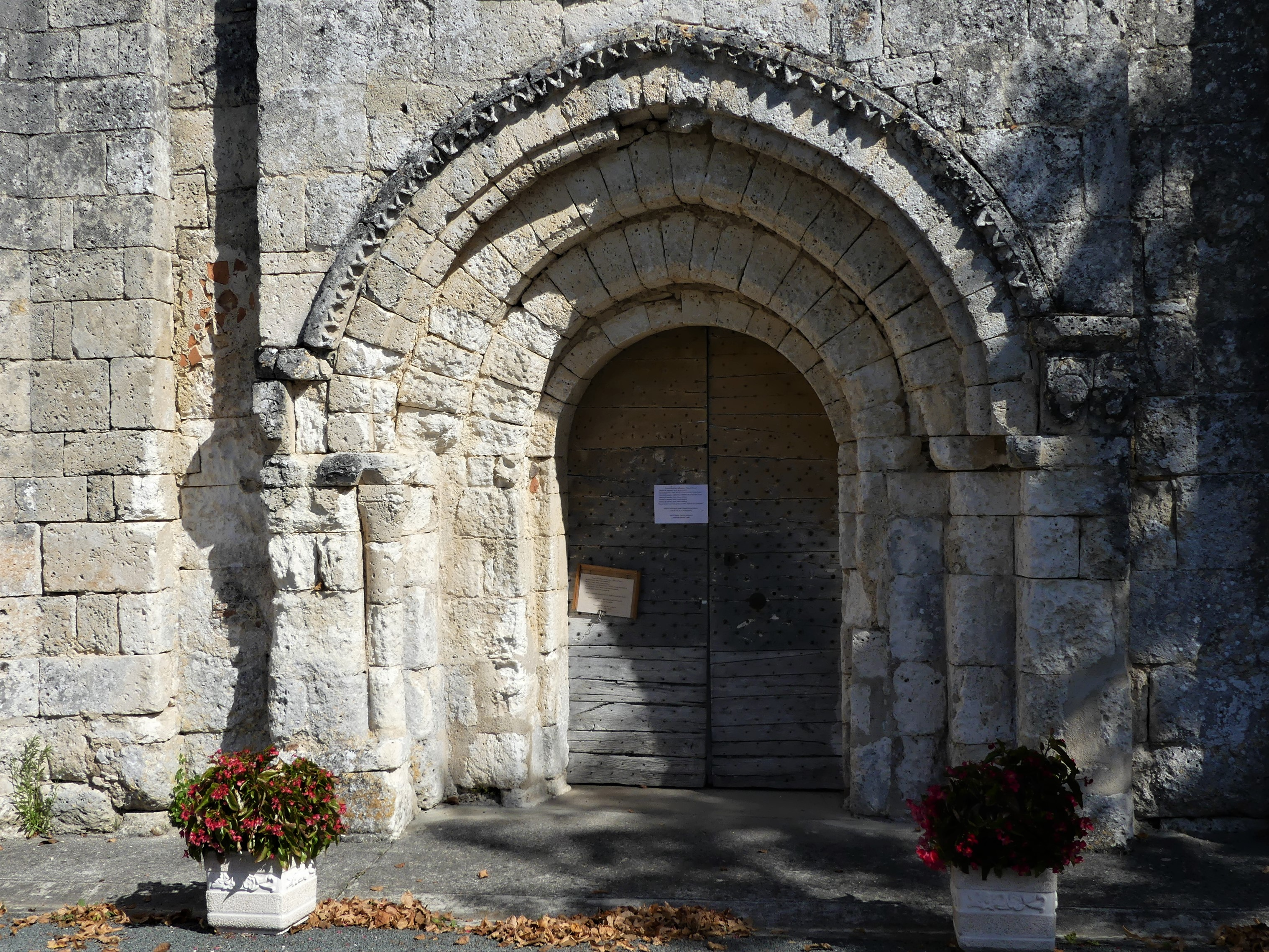
Le portail.
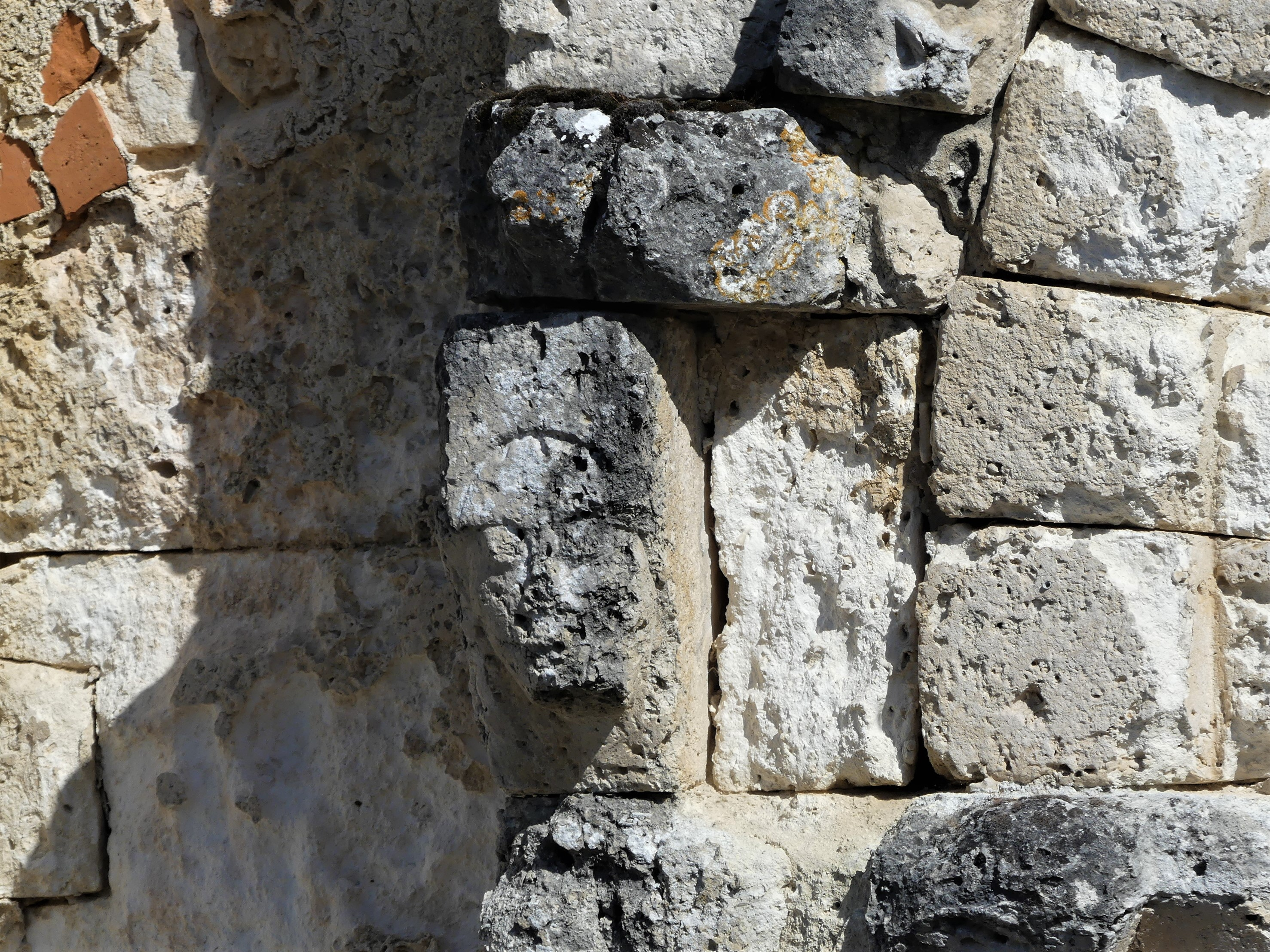
Décor du portail : tête sculptée.
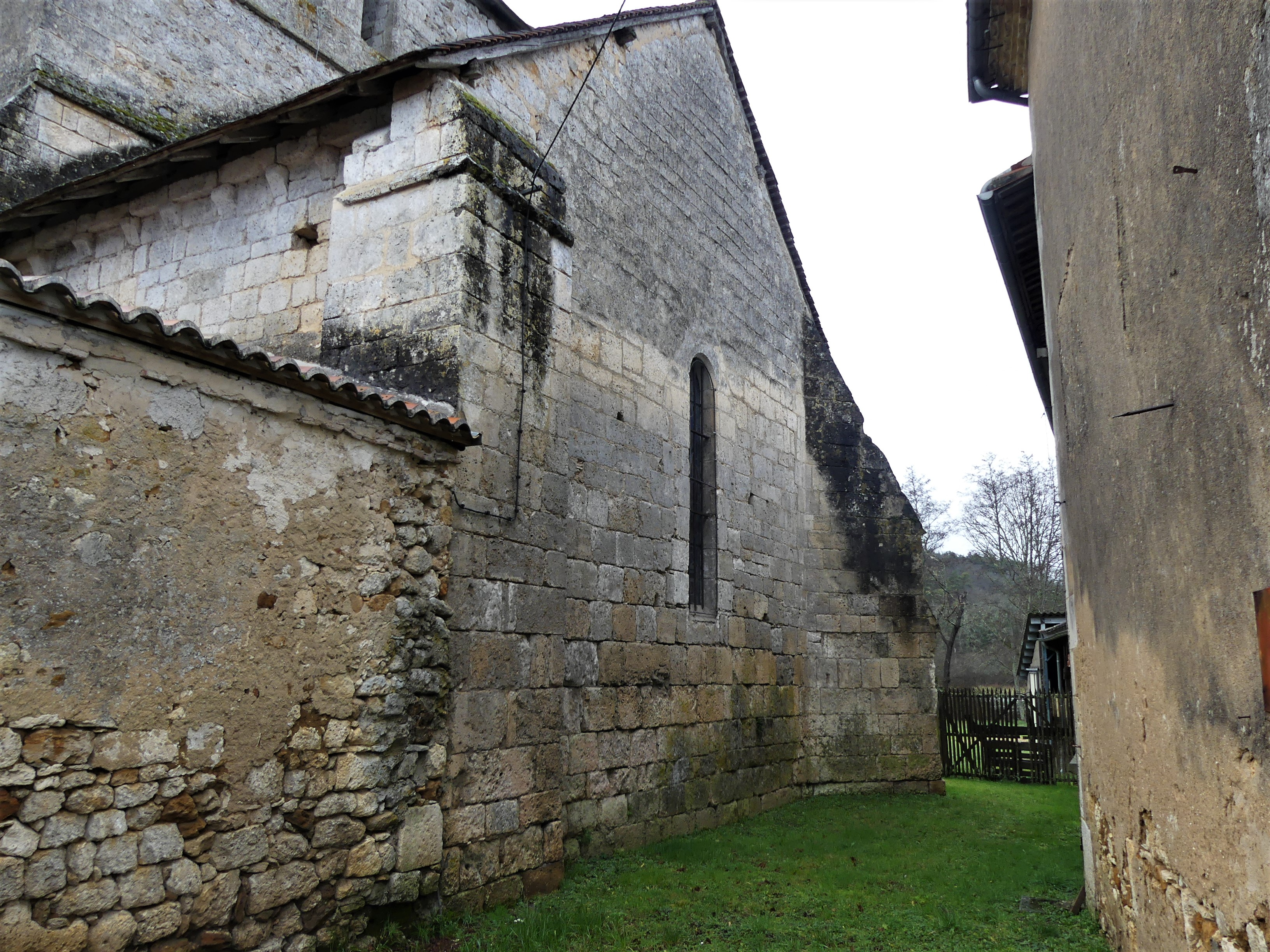
Le chevet plat avec une baie romane.
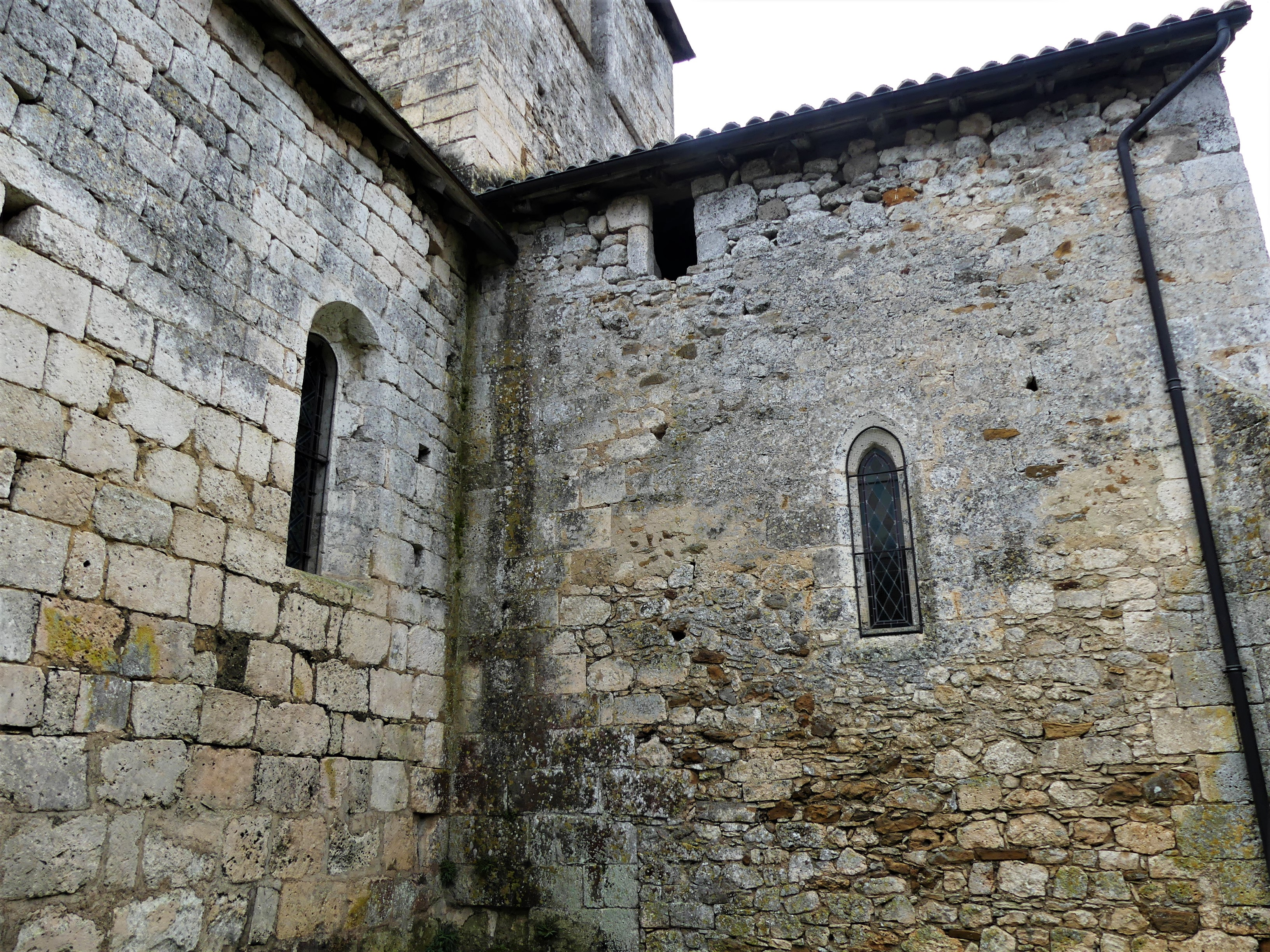
L'angle du chœur (à gauche), avec une baie romane, et de la chapelle nord, avec une baie gothique.